# Lysandra bicolor
Lysandra bicolor är en fjärilsart som beskrevs av Gelin 1914. Lysandra bicolor ingår i släktet Lysandra och familjen juvelvingar. Inga underarter finns listade i Catalogue of Life.